# Sideritis
Sideritis es un género de plantas mediterráneas, asiáticas y macaronésicas denominadas comúnmente rabogatos perteneciente a la familia de las labiadas.

## Características generales
- Plantas de porte arbustivo, leñoso, con hojas opuestas decusadas, lineares.

- Sus flores son bilabiadas, gamosépalas y gamopétalas, pentámeras, de color variable, dispuestas en verticilastros rodeados por brácteas dentadas; cuatro estambres soldados a la corola.

- Posee frutos en 1-4 clusas en el interior del cáliz, de color parduzco.

- El hábitat preferente es el tomillar abierto.

## Taxonomía
El género fue descrito por Carlos Linneo y publicado en Species Plantarum 2: 574. 1753. La especie tipo es: Sideritis hirsuta L. 
Etimología
Sideritis: nombre genérico que deriva del griego "sideritis" y que puede ser traducido literalmente como "el que es o tiene hierro". La planta era conocida por los antiguos griegos, específicamente Dioscórides y Teofrasto. A pesar de que Dioscórides describe tres especies, sólo una (probablemente S. scordioides) se cree que se refiere a sideritis. En la antigüedad sideritis era una referencia genérica para plantas capaces de la curación de heridas causadas por armas de hierro en las batallas. Sin embargo otros sostienen que el nombre se deriva de la forma del sépalo que se asemeja a la punta de una lanza.

## Principales especies
Subgénero Sideritis
- Sección Sideritis
  - Subsección Sideritis
    - Sideritis bubanii Font Quer
    - Sideritis dianica D.Rivera, Obón, De la Torre & A.Barber
    - Sideritis endressii Willk.
    - Sideritis hirsuta L. (basiónimo)[7]
    - Sideritis laxespicata (Degen & Debeaux) Socorro, I.Tarrega & Zafra
    - Sideritis montserratiana Stübing, Roselló, Olivares & Peris

  - Subsección Gymnocarpae Font Quer[4]
    - Sideritis altiatlantica (Font Quer) Peris, Stübing & Figuerola
    - Sideritis atlantica Pomel
    - Sideritis cuatrecasasii Peris, Stübing & Figuerola
    - Sideritis glauca Cav.
    - Sideritis gouyouniana Boiss. & Reut.
    - Sideritis incana L.
    - Sideritis lacaitae Font Quer
    - Sideritis occidentalis (Font Quer) Peris, Stübing & Figuerola
    - Sideritis oromaroccana Peris, Stübing & Figuerola
    - Sideritis regimontana (Maire) Peris, Stübing & Figuerola
    - Sideritis sericea Pers.
    - Sideritis angustifolia Pers.

  - Subsección Stachydioides
    - Sideritis stachydioides Willk.

  - Subsección Grandiflora
    - Sideritis grandiflora Benth.

  - Subsección Serrata
    - Sideritis ilicifolia Willd.
    - Sideritis serrata Lag.
    - Sideritis spinulosa Asso

  - Subsección Fruticulosa
    - Sideritis chamaedryfolia Cav. - sajareña[12]
    - Sideritis fruticulosa Pourr.

  - Subsección Hyssopifolia
    - Sideritis carbonellii Socorro
    - Sideritis glacialis Boiss.
    - Sideritis hyssopifolia L.
    - Sideritis lurida J. Gay
    - Sideritis ovata Cav.
    - Sideritis pungens Benth.

  - Subsección Leucantha
    - Sideritis bourgeana Boiss. & Reut.
    - Sideritis ibanyenzii Pau
    - Sideritis leucantha Cav.
    - Sideritis osteoxylla (Pau) Alcaraz, Peinado, Mart.Parras, J.S.Carrion & Sánchez-Gómez
    - Sideritis pusilla (Lange) Pau
    - Sideritis reverchonii Willk.
    - Sideritis tragoriganum Lag.

  - Subsección Arborescens
    - Sideritis arborescens Benth.
    - Sideritis lasiantha Juss. ex Pers.
    - Sideritis paulii Pau
- Sección Hesiodia (Moench) Benth.
  - Sideritis montana L.,[7]
  - Sideritis remota D'Urv.[5][6]
- Sección Burgsdorfia (Moench) Briquet[7]
  - Sideritis curvidens Stapf[5]
  - Sideritis romana L.[7]
- Sección Empedoclia (Raf.) Benth.[5]
  - Sideritis clandestina (Bory & Chaub.) Hayek[5]
  - Sideritis libanotica Labill.[6]
  - Sideritis perfoliata L.[6]
  - Sideritis pullulans Vent.[6]
  - Sideritis scardica Griseb.)
  - Sideritis syriaca L.,[5] - Especie tipo de la Sección.[7]

Subgénero Marrubiastrum (Moench) Mendoza-Heuer (Canarias y Madeira)
- Sección Marrubiastrum
  - Sideritis barbellata Mend.-Heuer
  - Sideritis canariensis L.
  - Sideritis dasygnaphala (Webb & Berthel.) Clos
  - Sideritis dendro-chahorra Bolle),
  - Sideritis eriocephala Marr. ex Negr. & Pér.
- Sección Empedocliopsis Huynh (Gomera)
  - Sideritis gomeraea Bolle[7]
- Sección Creticae P.Pérez & L.Negrin 
  - Sideritis cretica L.[7]
  - Sideritis macrostachys Poir.

## Usos
El rabogato se emplea como remedio de amplio espectro, como panacea, en el mediterráneo español. Sus indicaciones varían según la especie; por ejemplo:
- Sideritis granatensis (Pau) Rivas Goday y Gómez García se emplea para tratar la retención placentaria, tratamiento de dermatosis, antihemorroidal, hepatoprotector, digestivo, antiulceroso, anticatarral, oftálmico, antirreumático, adelgazante, vulnerario y depurativo.[13]

- Sideritis murgetana Obón et Rivera se utiliza como aperitivo, estomacal, antiácido, remedio para la úlcera péptica, tónico circulatorio y purgante.[13]